# Lupinus gibertianus
Lupinus gibertianus är en ärtväxtart som beskrevs av Charles Piper Smith. Lupinus gibertianus ingår i släktet lupiner, och familjen ärtväxter. Inga underarter finns listade i Catalogue of Life.